# Charles de Marguetel de Saint-Denis de Saint-Evremond
Charles de Marguetel de Saint-Denis de Saint-Evremond (Saint-Denis-le-Gast, 1º aprile 1613 – Londra, 29 settembre 1703) è stato uno scrittore francese.
Intrapresa la carriera militare, ebbe importanti incarichi; caduto in disgrazia, sfuggì all'arresto con l'esilio: trascorse gli ultimi 40 anni in Inghilterra, di cui qualche periodo in Olanda.
Epicureo e libertino, lasciò una vasta serie di scritti, quasi tutti brevi e d'occasione: poesie e lettere galanti, confidenze e riflessioni morali o filosofiche, dialoghi, apologhi, racconti e commedie.
I suoi giudizi sulla letteratura e sul teatro mostrano in lui una delle menti critiche più acute del secolo; nelle riflessioni sui Romani anticipò le ricerche di Montesquieu per una filosofia della storia; per le idee di giustizia e tolleranza, per la vena polemica, è un originale precursore del razionalismo illuminista.

## Opere principali
Œuvres mêlées; del periodo 1643-1692
- Les Académistes (1650);
- Retraite de M. le duc de Longueville en Normandie
- Lettre au marquis de Créqui sur la paix des Pyrénées (1659);
- Conversation du maréchal d'Hocquincourt avec le Père Canaye
- Réflexions sur les divers génies du peuple romain (1663);
- Seconde partie des œuvres meslées; del 1668
- Sur nos comédies
- De quelques livres espagnols, italiens et français
- Réflexions sur la tragédie ancienne et moderne
- Défense de quelques pièces de Corneille
- Parallèle de M. le Prince et de M. de Turenne
- Sur les plaisirs (1658 circa)
- Sur la morale d'Épicure (1684 circa)
- Pensées sur l'honnêteté
- Considérations sur Hannibal
- Jugement sur Tacite et Salluste
- L'idée de la femme qui ne se trouve point
- Sur les poèmes des Anciens (1686);
- Jugement sur les sciences où peut s'appliquer un honnête homme
- Dissertation sur la tragédie d'Alexandre

- Sur la dispute touchant les Anciens et les Modernes (1692);
- Fragment d'une lettre écrite de La Haye
- De la seconde guerre punique
- De l'éloquence, tirée de Pétrone
- La matrone d'Éphèse

- Pensées sur l'honnêteté di Damien Mitton gli è stato attribuito nella prima edizione dell'Œuvres mêlées